# Pocket-Park

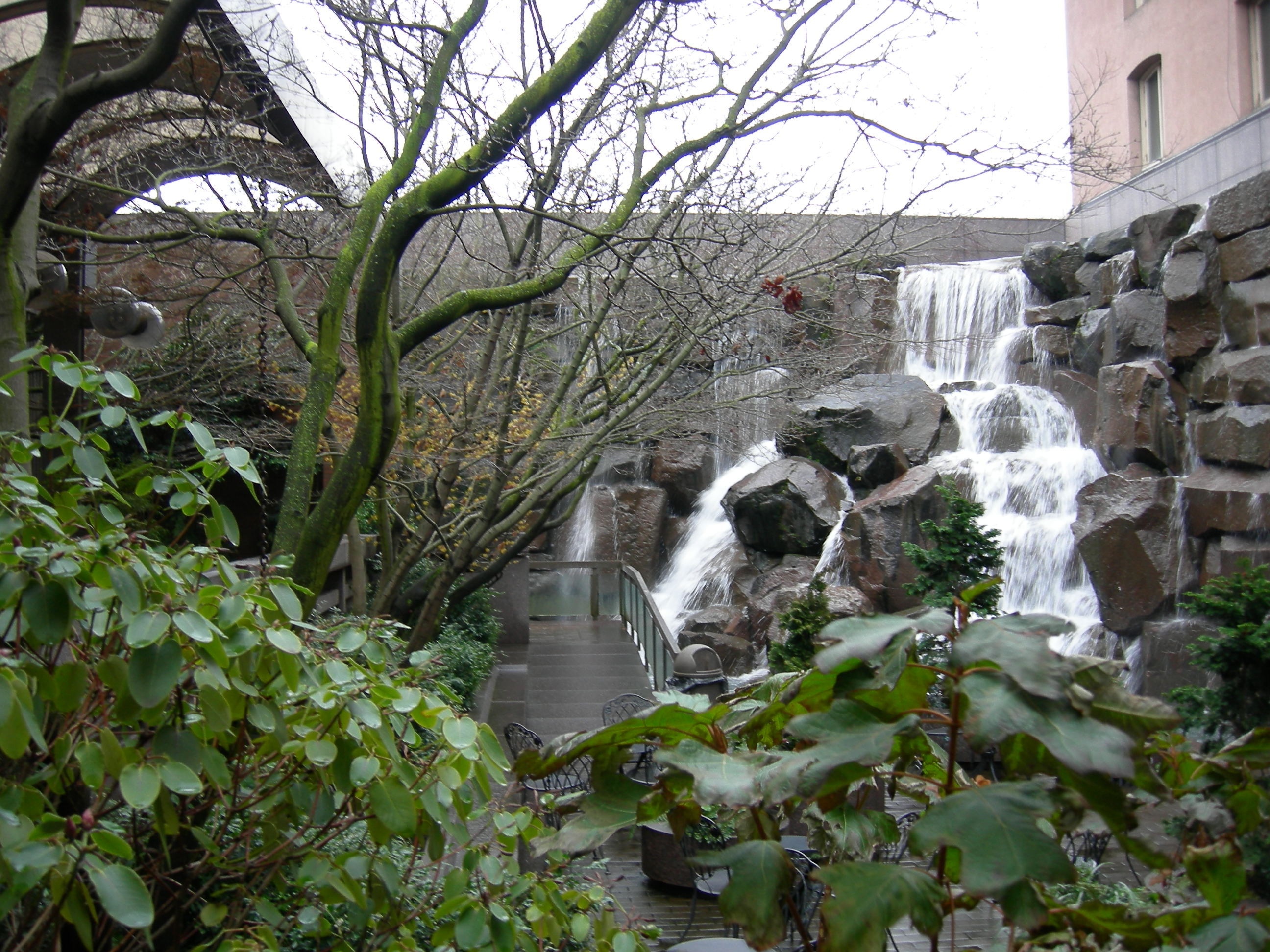
Pocket-Park in Seattle

Ein Pocket-Park (deutsch sinngemäß: Westentaschen-Park, auch Taschenpark auch vest-pocket park) ist ein kleiner Freiraum im städtischen Kontext, der gärtnerisch gestaltet ist und zuvor als „toter“ Winkel nicht wahrgenommen wurde oder brach lag.

## Beschreibung
Pocket-Parks als Miniatur-Grünräume zwischen dicht gebauten Häusern stellen einen neuen Freiraumtyp dar. Die Funktionen und Aufgaben der kleinen Grünflächen sind von den umgebenden Nutzungen abhängig. Sie dienen als Aufenthaltsraum oder Spielfläche, teilweise werden sie auch bewirtschaftet. Die Nutzungsvielfalt der Westentaschen-Parks ist aufgrund der begrenzten Größe stark eingeschränkt. Im Zuge von Stadterneuerungsprozessen werden zwischenzeitlich ungenutzte oder mindergenutzte Freiflächen als Pocket-Parks entwickelt, um einen positiven Impuls an die umgebenden Wohnquartiere zu geben.

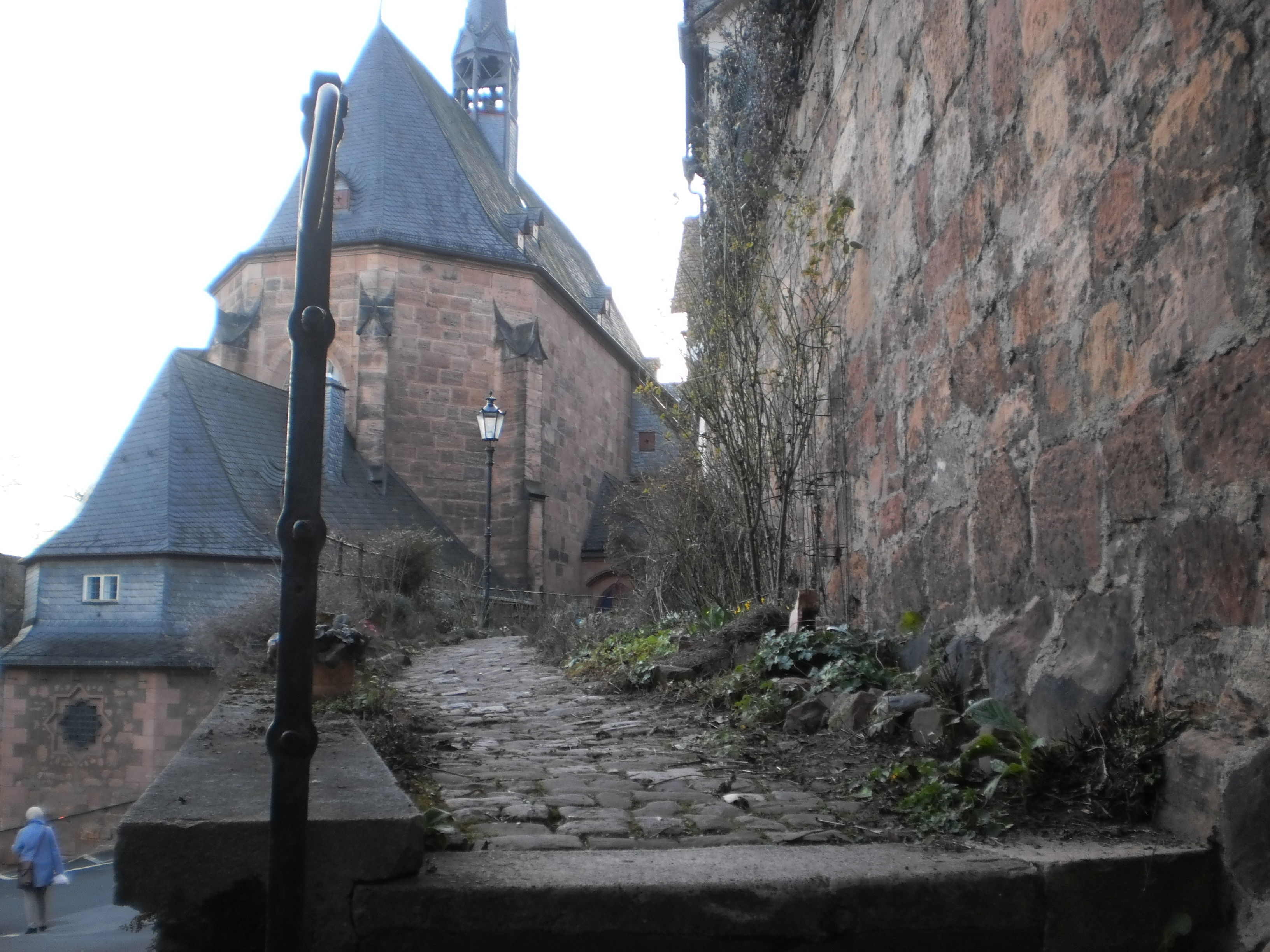
Öffentlicher Fußgängerweg mit Steingarten an der Kugelkirche (Marburg)

Der Wert städtischen Raumes wird zunehmend erkannt und – oft durch Graswurzelbewegungen – in bewohnbare Plätze umgewandelt. Möglich sind hierbei sowohl die Anlage einfacher Beete als auch künstlerisch und landschaftsarchitektonisch ambitionierte Lösungen. Gartengestalter sowie bildende Künstler stellen ihre Arbeit oft kostenlos zur Verfügung. Der erhöhte Reiz des Wohnumfeldes kommt nicht nur den direkten Anwohnern zugute; auch wird durch gestaltete und gepflegte Stadträume städtischer Verwahrlosung, Vandalismus und Abnutzung/Verwohnen vorgebeugt.
In letzter Zeit werden kleinere Grünflächen auch bewusst zur Gestaltung und Auflockerung von Neubauarealen, z. B. aus Konversionsflächen ehemaliger Industriebrachen, Bahnflächen, Parkplätze usw. eingesetzt. Sie dienen der eingeplanten Wohn- und Büroumfeldverbesserung und stellen nicht selten einen vermarktungsrelevanten Zusatznutzen für die Grundstücksentwickler und Bauträger dar. Beispiele hierfür sind die Taschenparks im Bürostandort Phoenix-West (Dortmund) und die etwas größeren Verbindungsparks zwischen Rebstockpark, Europagarten und Gallusviertel des im Aufbau befindlichen Europaviertels (West) in Frankfurt am Main. Ein internationales Beispiel ist Fen Court in der City of London.